# Castillo El Castillejo del Barranco de Aguas amarguillas
El castillo El Castillejo del Barranco de Aguas amarguillas son los restos de una fortificación medieval construida junto a un espolón rocoso, que es aprovechado en varias zonas como fortificación natural, en un cerro de 802 metros de altura, delimitado por una parte por el río Jandulilla y por otra por el barranco que da nombre al yacimiento. Se encuentra en el término municipal de la localidad de Bélmez de la Moraleda, provincia de Jaén (España).

## Descripción
Los muros son de mampostería irregular unidos con argamasa dura de cal y arena. Se trata de un doble recinto, uno situado en la cima del cerro y de una extensión menor; y otro que baja hasta media ladera, delimitando un recinto bastante más amplio. En el sector E se encuentra la puerta de acceso al recinto, que debió de ser en recodo. Se encuentra flanqueada por dos torres rectangulares, que conservan una altura de 1,20 metros. Hacia el Sur se extiende la roca que cae sobre el barranco y que está fortificada en aquellos puntos en los que es más vulnerable.
Hacia el Norte, el recinto se desdobla, un muro cierra la altura del cerro hasta llegar a la roca, mientras que otro baja por la ladera hasta llegar a una torre rectangular, situada en el sector Oeste, y desde allí se dirige hacia la roca del Sur, donde enlaza con un muro que, aprovechando la roca, baja del recinto superior. 
El interior del recinto está prácticamente colmatado de relleno, siendo imposible detectar construcciones interiores (aljibes, por ejemplo). Los restos materiales encontrados aquí, aparte de constructivos (esencialmente teja) son vidrio, metales y escoria de hierro, en cantidad apreciable, lo que puede ser un indicio de actividad metalúrgica en este lugar. 
La cerámica presenta decoración estampillada (un fragmento de tinaja presenta una matriz o molde que combina motivos vegetales y, probablemente, también epigráficos); pintada (bícroma en óxido de hierro o manganeso sobre pasta clara); vidriada (bícroma en negro sobre melado).

## Historia
Según Tomás Quesada, ésta podría ser la ubicación más probable del Castillo de Chincóyar.